# 何不打個噴嚏，蘿絲·薩拉薇?
《何不打個噴嚏，蘿絲·薩拉薇?》是美籍法裔藝術家馬塞爾·杜象於1921年發表的現成品藝術。它由一個附棲木的金屬鳥籠、152塊模擬方糖的白色方形大理石、一個溫度計、一根小牛骨與一個小瓷盤組成。「蘿絲·薩拉薇」取自杜象的女性化假名，他曾以此假名簽署多項作品。
該作品有數組複製品傳世，作者皆為杜象，但只有原作的大理石上印有「法國製造」字樣。原作目前展示於費城藝術博物館。

## 描述
在《何不打個噴嚏，蘿絲·薩拉薇?》一作中，杜象利用大理石象徵的「冰」與方糖象徵的「熱」，兩者性質迥異卻外表相似的矛盾，結合「溫度計」與標題「噴嚏」提示的冷熱變化，製造耐人尋味的效果。
超現實主義創始人安德烈·布勒東曾評價此作品:
杜象曾拿出一個奇怪的鳥籠給我們看。鳥籠裡沒有鳥，而是堆滿了方糖。朋友們抬起鳥籠，發現它意外的重。事後才知道，那些方糖其實是杜象耗費重資，請專人打磨的大理石方塊。以我看，這件作品不只是技巧高超，更可以說是所有藝術技巧的集大成者。